# Punghina
Punghina es una comuna ubicada en el distrito de Mehedinți, Rumania.

## Superficie
Cuenta con una superficie de 76,91 kilómetros cuadrados.

## Demografía
Hasta 2021 la población era de 2381 habitantes, con una densidad de población de 30,96 habitantes por kilómetro cuadrado.
| Gráfica de evolución demográfica de Punghina entre 1992 y 2021                       |
|                                                                                      |
| Datos según City Population y Population statistics of Eastern Europe & former USSR. |